# Zbroja trzy czwarte

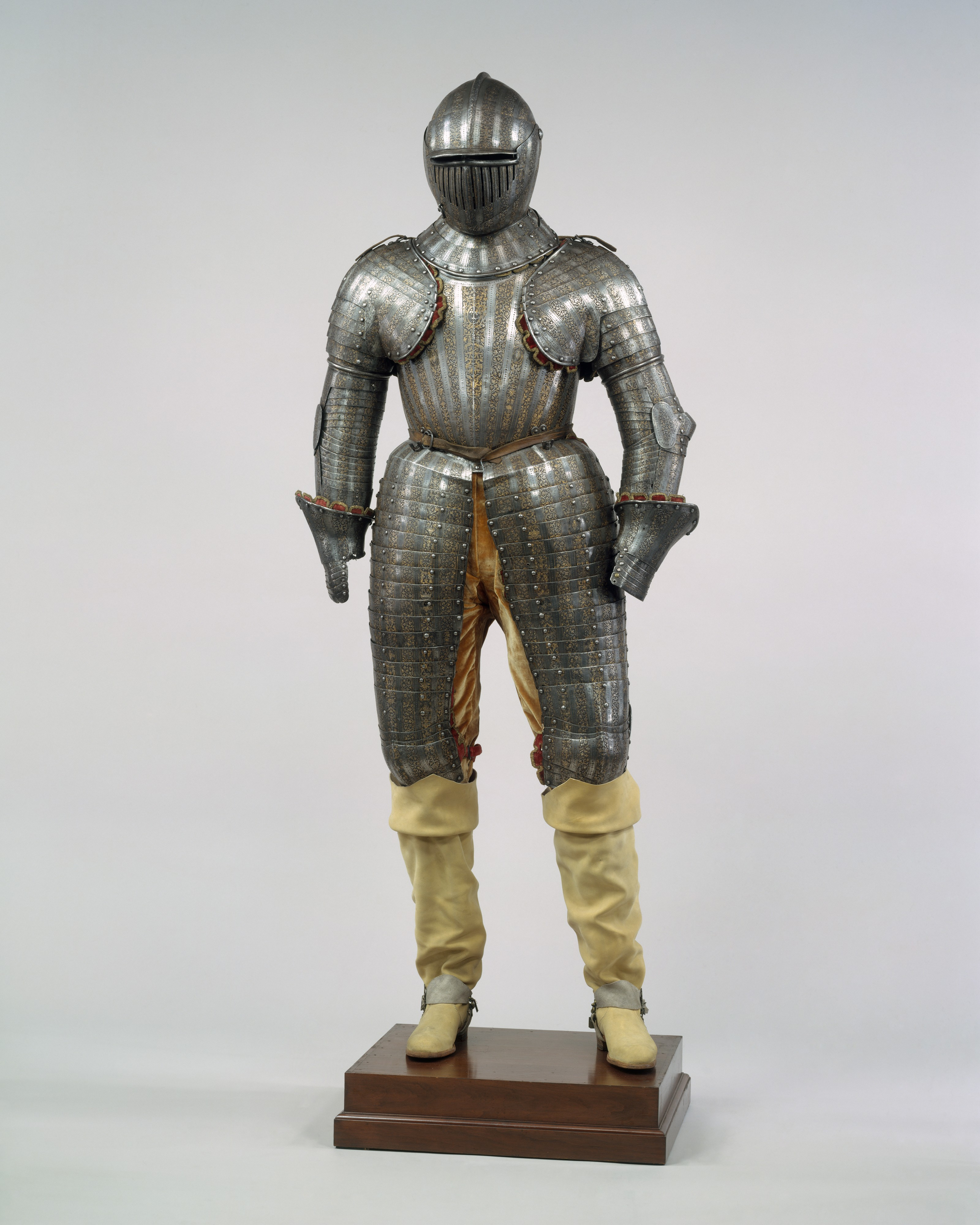
Zbroja trzy czwarte, początek XVII w.

Zbroja trzy czwarte (także: zbroja kirasjerska, arkebuzerska, staropol. rajtarska) – niepełna zbroja płytowa częściowo pozbawiona osłony nóg (brak trzewików i nagolenników), używana przez piechotę i jazdę (zwłaszcza kirasjerów) od końca XVI do połowy XVII w. Jej zasadniczym elementem był kirys z mocowanymi do niego folgowanymi osłonami. 

## Budowa
Zbroja trzy czwarte składała się z kirysu z napierśnikiem wyposażonym w folgowany fartuch i/lub nabiodrki oraz głęboko zachodzące na niego naramienniki z folgowanymi opachami. Ponadto mogła być wyposażona w nakolanki, nałokcice, zarękawia i rękawice. Zbroję wieńczył hełm kirasjerski, szturmak lub pappenheimer (w jego przypadku zakładano dodatkowo obojczyk).

## Historia
We wczesnej formie zbroja ta zapewniała rozbudowaną ochronę ciała aż po kolana (stąd też określanie „trzy czwarte”). Jednak z biegiem czasu jej poszczególne elementy były stopniowo porzucane, co doprowadziło do jej degradacji w formę półzbroi (hełm, kirys, naramienniki i fartuch lub nabiodrki). Na przełomie XVII i XVIII w. nastąpił zanik właściwej zbroi w tej formie, a kirasjerzy zaczęli używać jedynie kirysu i hełmu.
W Polsce zbroje tego typu noszone były początkowo przez rajtarię (stąd staropolskie określenie zbroja rajtarska), a w epoce saskiej również przez husarię.

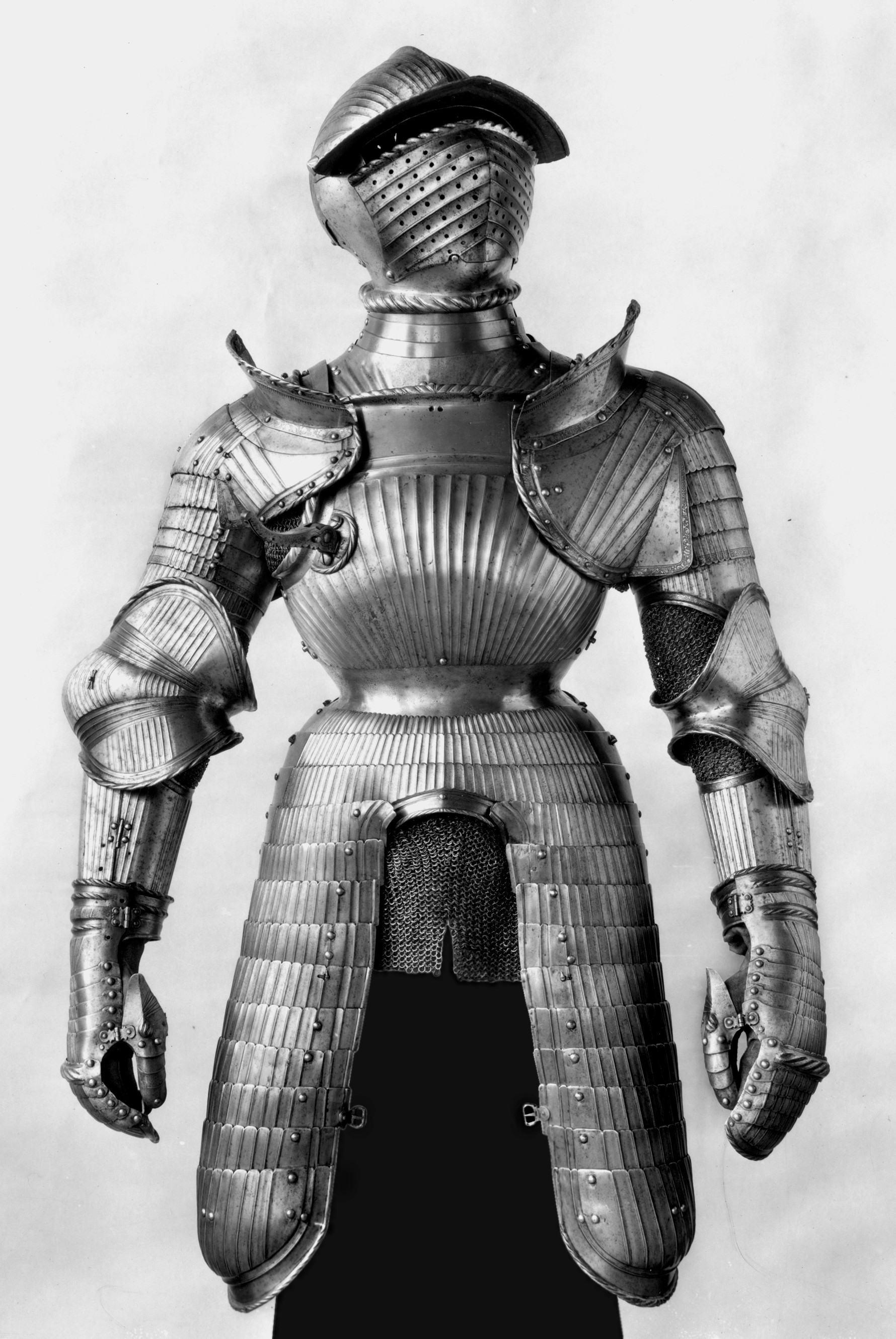
Zbroja trzy czwarte XVI w.
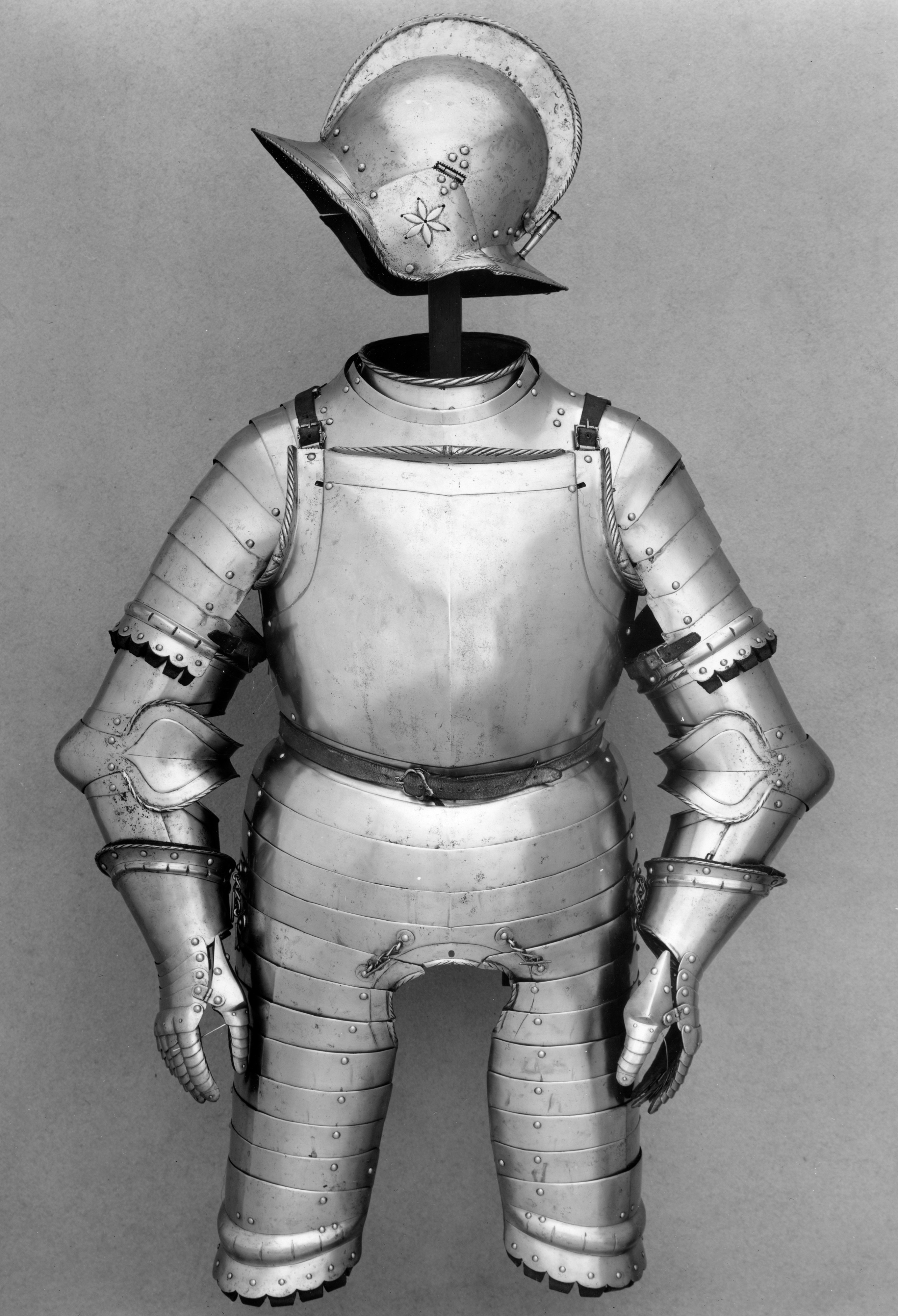
Zbroja trzy czwarte XVI w.
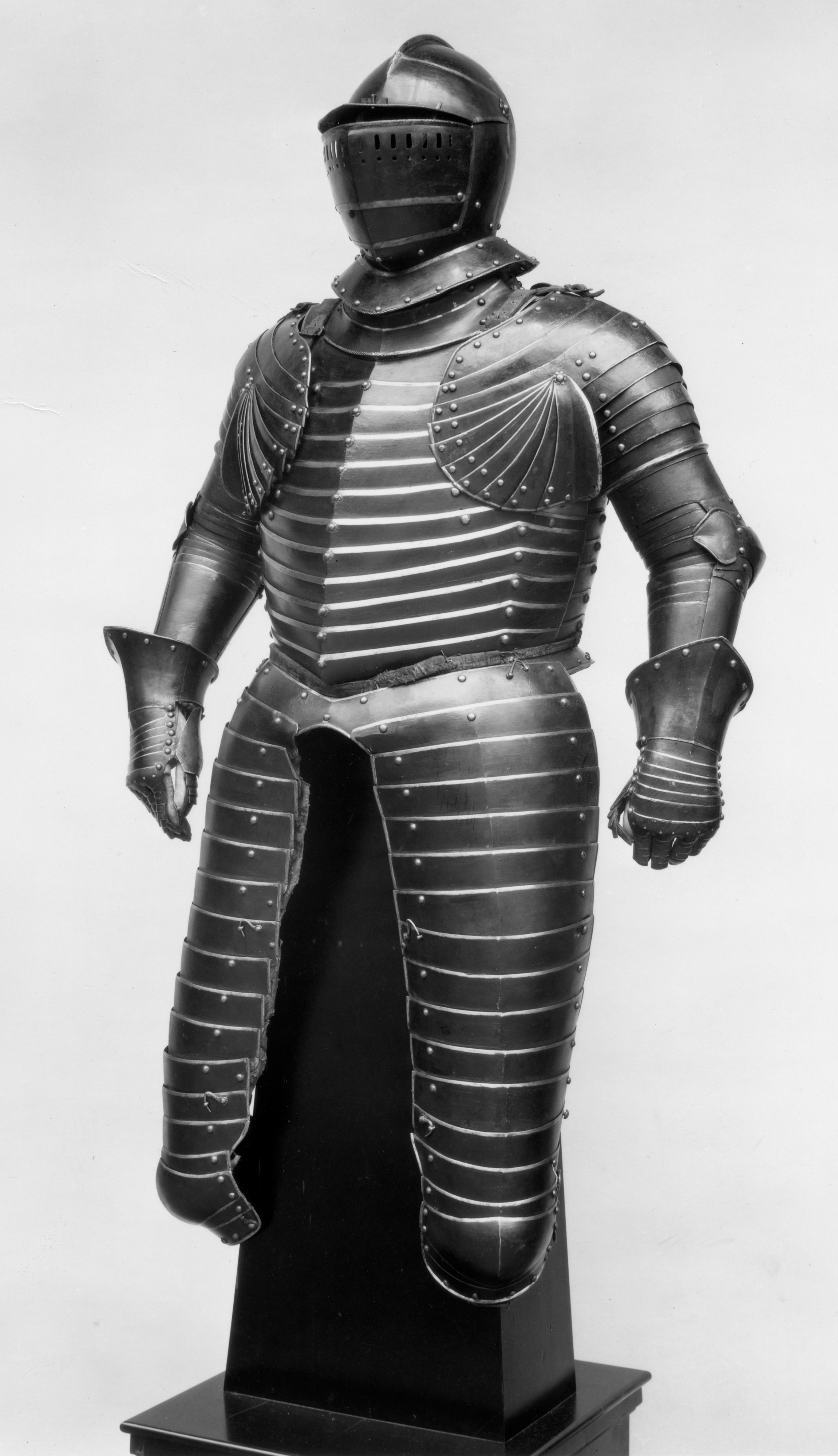
Zbroja trzy czwarte, XVII w.
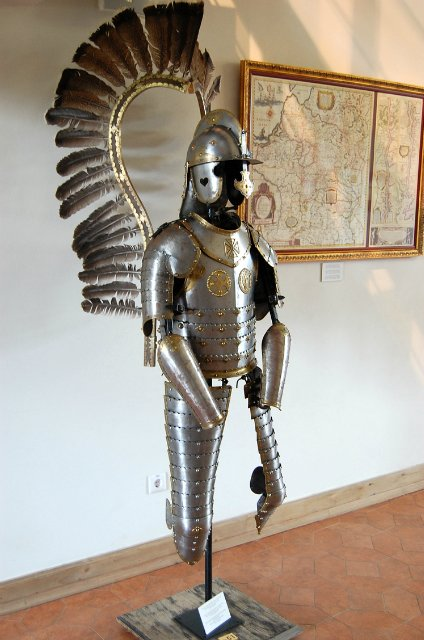
Zbroja husarska w formie zbroi trzy czwarte
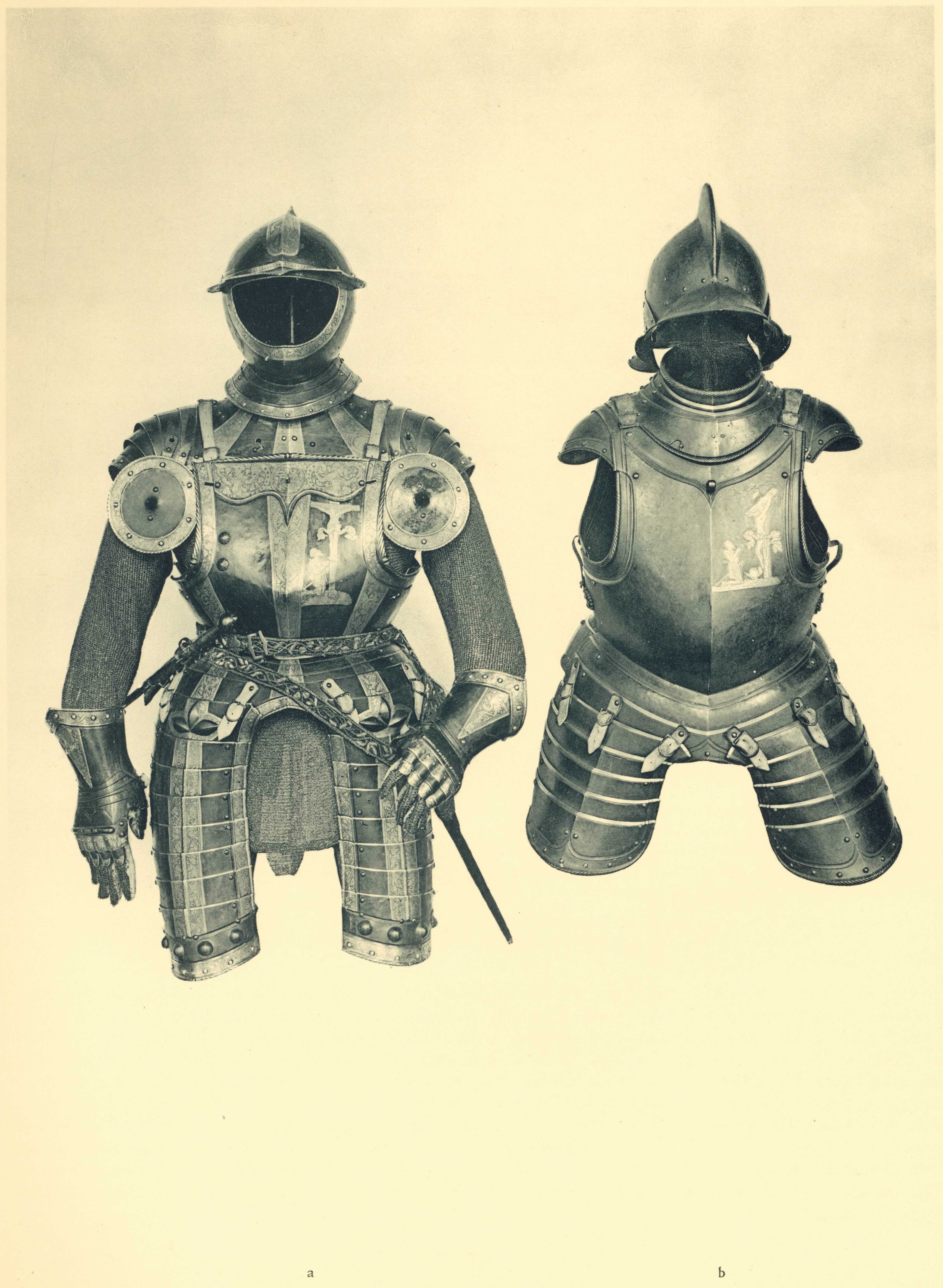
Przekształcenie się zbroi trzy czwarte w półzbroję